# Labuť (Staré Sedliště)
Labuť (deutsch: Labant) ist ein Ortsteil der Gemeinde Staré Sedliště (deutsch Altzedlisch) im Okres Tachov, Plzeňský kraj in Tschechien. Sie liegt drei Kilometer nördlich von Přimda und gehört zum Okres Tachov.

## Geschichte
Nach dem Münchner Abkommen wurde der Ort dem Deutschen Reich zugeschlagen und gehörte bis 1945 zum Landkreis Tachau.
1991 hatte der Ort 92 Einwohner. Im Jahre 2001 bestand das Dorf aus 33 Wohnhäusern, in denen 65 Menschen lebten.

## Söhne und Töchter des Ortes
- Franz Bummerl (1927–2011), Musiker, Komponist und Arrangeur
- Ernst Schmutzer (1930–2022), Physiker
- Hubert Wolf (1934–1981), Musiker und Dirigent